# حجر العسيلة (لودر)

تعديل مصدري - تعديل

حجر العسيلة هي إحدى قرى عزلة زارة بمديرية لودر التابعة لمحافظة أبين، بلغ تعداد سكانها 82 نسمة حسب تعداد اليمن لعام 2004.